# Jack & Jones

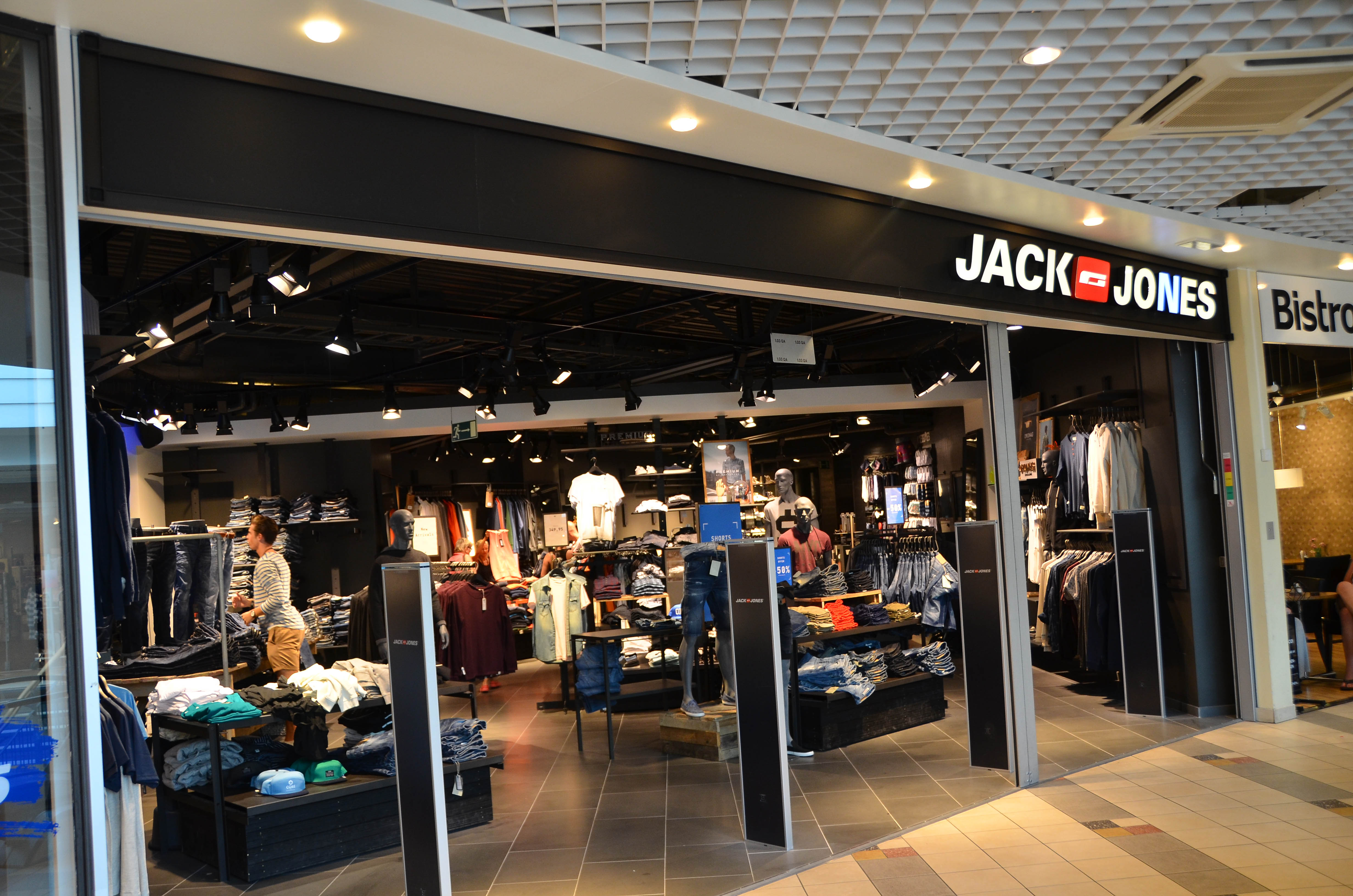
Een winkel van Jack & Jones.

Jack & Jones (gestileerd als JACK & JONES) is een Deense winkelketen die kleding verkoopt van dezelfde naam en wereldwijd meer dan 1000 winkels heeft, wat het een van Europa's grootste producenten maakt van herenkleding. Jack & Jones is sinds 2000 een van de twintig individuele merken van het Deense moederbedrijf Bestseller.

## Geschiedenis
Het merk Jack & Jones werd in 1990 door Bestseller geïntroduceerd en opende zijn eerste fysieke winkel in Noorwegen in 1990. Hun doelgroep is heren in de leeftijd van 16 tot 30 jaar met casual kleding als kledingstijl. Het grootste deel van hun jeanscollectie wordt ontworpen door Italiaanse ontwerpers in de jeansfabriek in Italië.
In 2018 heeft Jack & Jones in Nederland 83 winkels.

## Andere landen
Jack & Jones is ook actief in andere landen waaronder: Duitsland, Zweden, Noorwegen, Finland, Italië, Verenigd Koninkrijk, Spanje, België, Frankrijk, Zwitserland, Oostenrijk, Polen, Turkije, China en Luxemburg.